# Petinomys fuscocapillus
Petinomys fuscocapillus — це вивірка-летяга, поширена в Шрі-Ланці та Західних Гатах Південної Індії. Траванкорські вивірки-летяги вважалися вимерлими, але були знову відкриті в 1989 році після 100-річної перерви в Кералі. Вид знову відкрили на Шрі-Ланці через 78 років. Повідомлялося про тварин лише у вологих і проміжних зонах острова, їх було кілька помічених у лісовому заповіднику Сінгараджа.

## Характеристики
Довжина голови й тіла траванкорської білки-летяги становить від 32 до 34 сантиметрів, а довжина хвоста — від 25 до 29 сантиметрів. Вага близько 700 грам. Колір спини та голови від рудого до коричневого або темно-коричневого, живіт, а також підборіддя та щоки червонувато-білі.
Як і всі карликові вивірки-летяги, вона має волохату ковзну мембрану, яка з'єднує зап'ястя та щиколотки та розширена складкою шкіри між задніми лапами та основою хвоста. Ковзаюча шкіра м'язиста й укріплена на краю; її можна відповідно натягувати та розслабляти, щоб контролювати напрямок ковзання.

## Спосіб життя
Траванкорська вивірка-летяга зустрічається в лісових районах, особливо на великих висотах, і відома в різних місцях існування та типах лісів, таких як листяні ліси, змішані ліси та вічнозелені ліси. Рідше він також спостерігається в плантаціях поблизу лісових масивів, а також може траплятися поблизу населених пунктів.
Даних про спосіб життя білки-летяги мало. Його спосіб життя відповідає способу життя інших білок-летяг; Він живе як одиночна істота, що мешкає на деревах, на висоті від 15 до 20 метрів і веде переважно нічний спосіб життя. Харчується рослинами, іноді на сусідніх плантаціях. Будує гнізда в дуплах дерев і більшу частину часу проводить в пологах лісу. У Західних Гатах цей вид живе разом з індійською гігантською вивіркою-летягою (Petaurista philippensis) і є відносно рідкісним.